# Basbaryton
Betegnelsen basbaryton bruges om en sanger eller en mandstemme, hvis stemmeleje er dybere end Baryton-stemmen, men højere end bassen. Denne opdeling bruges fortrinsvis inden for klassisk musik, i særlig grad om operapartier (roller, stemmer) og operasangere og sjældnere i forbindelse med rytmisk musik.
| Musik | Spire Denne musikartikel er en spire som bør udbygges. Du er velkommen til at hjælpe Wikipedia ved at udvide den. |